# Aire urbaine de La Flotte
 (juin 2025).
Motif : Non respect de Wikipédia:Notoriété des collectivités locales et divisions administratives françaises.
- Archive Wikiwix
- Bing
- Cairn
- DuckDuckGo
- E. Universalis
- Gallica
- Google
- G. Books
- G. News
- G. Scholar
- Persée
- Qwant
- (zh) Baidu
- (ru) Yandex
- (wd) trouver des œuvres sur Wikidata

| 1. | Préciser le motif de la pose du bandeau. | Précisez le motif de la pose du bandeau en utilisant la syntaxe suivante : {{admissibilité à vérifier\|date=juin 2025\|motif=remplacez ce texte par le motif}}                                 |
| 2. | Informer les utilisateurs concernés.     | Pensez à avertir le créateur de l'article, par exemple, en insérant le code ci-dessous sur sa page de discussion : {{subst:avertissement admissibilité à vérifier\|Aire urbaine de La Flotte}} |

L'aire urbaine de La Flotte est une aire urbaine française centrée sur la ville de La Flotte, petite ville portuaire de la Charente-Maritime située dans l'Île de Ré.

## Zonage de l'aire urbaine de La Flotte en 2010 et population en 2008

### Données globales
Selon le dernier zonage effectué par l'INSEE en 2010, l'aire urbaine de La Flotte compte 5 531 habitants en 2008 (population municipale).
En 2008, elle se situait au 569e rang national et au 27e rang régional en Poitou-Charentes. 
Selon l'INSEE, l'aire urbaine de La Flotte fait partie des petites aires urbaines de la France c'est-à-dire ayant entre 1 500 et moins de 5 000 emplois.
L'unité urbaine de La Flotte forme à la fois le pôle urbain et l'aire urbaine de La Flotte selon la nouvelle terminologie de l'INSEE. L'aire urbaine de la Flotte ne possède donc pas de couronne urbaine selon le nouveau zonage de 2010 défini par l'Insee. 
En Charente-Maritime, elle occupe le onzième rang, très loin derrière les aires urbaines de La Rochelle, Saintes, Rochefort et Royan qui sont les quatre grandes aires urbaines de ce département. Elle fait partie des petites aires urbaines de plus de 5 000 habitants.

### Composition de l'aire urbaine de La Flotte selon le zonage de 2010
Composition de l'aire urbaine de La Flotte selon le nouveau zonage de 2010 et population en 2008 (population municipale)
| Commune                                   | Superficie | Population | Densité de population | Catégorie dans l'aire urbaine      |
| ----------------------------------------- | ---------- | ---------- | --------------------- | ---------------------------------- |
| La Flotte                                 | 12,32 km²  | 2 946 hab. | 239 hab/km²           | commune appartenant au pôle urbain |
| Saint-Martin-de-Ré                        | 4,70 km²   | 2 585 hab. | 550 hab/km²           | commune appartenant au pôle urbain |
| Pôle urbain ou unité urbaine de La Flotte | 17,02 km²  | 5 531 hab. | 325 hab/km²           | 2 communes                         |
| Aire urbaine de La Flotte                 | 17,02 km²  | 5 531 hab. | 325 hab/km²           | 2 communes                         |